# اکسون اینترپرایس
اکسون اینترپرایس (انگلیسی: Axon Enterprise) شرکت خدمات امنیتی آمریکایی است، که در سال ۱۹۹۳ تأسیس شد.